# Relaciones Azerbaiyán-Venezuela
Las relaciones Azerbaiyán-Venezuela se refieren a las relaciones internacionales que existen entre Azerbaiyán y Venezuela.

## Historia
Las relaciones diplomáticas entre Azerbaiyán y Venezuela fueron establecidas por primera vez el 12 de mayo de 1995.
En 2016 el presidente venezolano Nicolás Maduro realizó gira con el objetivo de promover la subida del precio del petróleo, donde visitó Azerbaiyán.
La embajada venezolana en Bakú fue abierta a comienzos de 2018. El embajador actual de Venezuela ante Azerbaiyán es Gabriel Leopoldo Jara Maldonado.
Tres acuerdos bilaterales han sido firmados entre Azerbaiyán y Venezuela.